# Verkehrsgemeinschaft Aalen

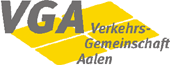
Logo der Verkehrsgemeinschaft Aalen

Die Verkehrsgemeinschaft Aalen (VGA) war ein Verkehrsverbund im Ostalbkreis. In ihm hatten sich vier Busunternehmen auf dem Gebiet des Altkreises Aalen zusammengeschlossen. Er wurde 2015 zunächst tariflich, später voll in den Verbund OstalbMobil integriert.
Ursprünglich bestand innerhalb der VGA ein Gemeinschaftstarif (Zonentarif) für alle Buslinien im Verkehrsgebiet, der Schienenverkehr der DB AG war darin nicht eingeschlossen. Im Dezember 2007 wurde dieser Gemeinschaftstarif durch den kreisweiten Tarif von OstalbMobil abgelöst, in welchen auch der Schienenverkehr integriert ist. Die OstalbMobil-Tarifzonen im Verkehrsgebiet der VGA entsprechen dabei weitgehend den früheren VGA-Tarifzonen. 
Die Info-Zentrale befand sich am Busbahnhof in Aalen, gegenüber dem Bahnhof, und ist heute eine Servicestelle von OstalbMobil.

## Beteiligte Verkehrsunternehmen
- Beck+Schubert GmbH & Co. KG
- Lang-Reisen
- OVA Omnibus-Verkehr Aalen
- RBS Regional Bus Stuttgart

## Weblink
- www.vga-aalen.de (nicht mehr erreichbar)